# Муравьиха (река)
Муравьиха — река в России, протекает по Мошенскому и Хвойнинскому районам Новгородской области. Река вытекает из болота Поконовское в Мошенском районе и впадает в озеро Старское (в Хвойнинском районе), из которого вытекает Левочка. Длина реки составляет 20 км, площадь водосборного бассейна — 80,2 км².
В Мошенском районе на берегу реки стоит деревня Былова Гора Кабожского сельского поселения. Ниже в Хвойнинском районе около устья на берегу озера Старского на разных берегах реки стоят деревни Прокшино и Старое Звягинского сельского поселения.

## Данные водного реестра
По данным государственного водного реестра России относится к Верхневолжскому бассейновому округу, водохозяйственный участок реки — Молога от истока и до устья, речной подбассейн реки — Реки бассейна Рыбинского водохранилища. Речной бассейн реки — (Верхняя) Волга до Куйбышевского водохранилища (без бассейна Оки).
Код объекта в государственном водном реестре — 08010200112110000006511.